# Wilhelm Theodor von Chézy
Wilhelm Theodor von Chézy (* 21. März 1806 in Paris; † 14. März 1865 in Wien) war Schriftsteller, Romancier, Übersetzer und Journalist. Er schrieb auch unter den Pseudonymen Julius Aquila und Peter Heberle.

## Leben

### Kindheit und Jugend
Wilhelm von Chézy war der älteste Sohn der zu ihren Lebzeiten hochgeschätzten Dichterin Helmina von Chézy (1783–1856), geborene Freiin von Klencke, und des französischen Orientalisten Antoine-Léonard de Chézy (1773–1832), ihrem zweiten Gatten, den sie im Salon ihrer Vermieter Friedrich und Dorothea Schlegel in Paris kennengelernt hatte.
Wilhelms Vater, ein Kenner orientalischer Sprachen, Lektor Ludwigs XVIII., arbeitet als Bibliothekar und Professor des Sanskrit an der Universität zu Paris. Nach fünfjähriger Ehe nahm Helmina von ihrem Gatten wegen häuslicher Unverträglichkeiten „Urlaub auf unbestimmte Zeit“. Sie begann mit den Söhnen Wilhelm und Max ein unstetes Wanderleben‘, wie ein zeitgenössisches Schriftstellerlexikon missbilligend bemerkt: Wilhelm wird „von seiner ruhelosen Mutter auf ihren Kreuz- und Querzügen überall mitgeschleppt, so daß er häusliche Erziehung nie, Schul- und Privatunterricht nur selten“ erhält.
Helmina siedelte mit den Kindern zunächst nach Heidelberg um. Bis 1815 blieb diese Stadt Hauptwohnsitz, doch vorübergehend zog die Familie auch nach Aschaffenburg, Darmstadt und Amorbach, unternahm längere Ausflüge nach Frankfurt am Main, Köln, Aachen und in die Niederlande.
Mit acht Jahren besuchte Wilhelm zum ersten Mal in Heidelberg eine Schule und lernte rasch Lesen: „Er las, was ihm in die Hände fiel, und das war meistentheils Romantik, die er pflichtgemäß bewunderte, ohne sie zu verstehen. Sein Lieblingsbuch, zu dem er immer wieder zurückkehrte, war ‚der kleine Robinson‘; diesem zunächst kam eine Blumenlese von Gellert, Lichtwehr, Hagedorn u. a. Wenn der Kleine nichts Neues zu lesen hatte, nahm er diese Bücher vor, zu denen sich noch im Verlauf desselben Jahrs […] in wunderlicher Zusammenstellung Shakespeare und das Neue Testament gesellten.“
1815 zogen Helmina und die Kinder für kurze Zeit nach Berlin. Wilhelm und Max besuchten die Sportstunden von Turnvater Jahn. Im Herbst 1817 siedelte die Familie nach Dresden über, wo Wilhelm Latein- und Griechischunterricht erhielt. Mutter und Kinder waren in Berlin wie auch Dresden gerngesehene Gäste in Salons und Teezirkeln. Im Hause des Kriminaldirektors und Schriftstellers Julius Eduard Hitzigs (1780–1849), bei Familie Mendelssohn, Elise von Hohenhausen trafen sich die Repräsentanten von Kunst, Literatur und Politik, Juden und Christen, im geselligen Gespräch mit dem jungen Heinrich Heine, E.T.A. Hoffmann, Ludwig Tieck, Jean Paul, Chamisso und Fouqué. Im Salon der Albertine von Waldow (1774–1854) verkehrten Rahel Varnhagen von Ense, Bettina von Arnim und Felix Mendelssohn Bartholdy, seine Schwester Fanny Mendelssohn wie deren späterer Ehemann Wilhelm Hensel. Einige dieser frühen Kontakte pflegte Chézy über die Jahre, andere verloren sich; der Name seiner Mutter öffnete ihm jedoch auch als Erwachsenem noch die Tür zu vielen privaten literarischen Zirkeln und Theaterlogen.
In die Dresdener Zeit fällt auch der Beginn von Wilhelms Zeitungsleidenschaft. Er las regelmäßig die Leipziger Zeitung, die Augsburger Allgemeinen Zeitung, die Dresdner Abend-Zeitung und die Zeitung für die elegante Welt in einem Zeitungsleseverein, er übersetzte Cicero und las Trivialromane des 18. Jahrhunderts wie Spieß und Cramer, die Romane der Benedicte Naubert sowie diverse Romane von Beecher-Stowe, Stephens und Cumming.
1823 bis Ende 1828 lebten die Chézys mit Unterbrechungen in Wien. Dort erweiterte Wilhelm seine Latein- und Griechischkenntnisse, lernte Italienisch, hörte philologische Vorlesungen und freundete sich mit Joseph von Hammer-Purgstall sowie der Schriftstellerin Josefine Perin an, die ihm klassische französische Literatur nahebrachte.
Zu seinem Freundes- und Bekanntenkreis gehörten in den folgenden sechs Jahren die Dichter Ernst von Feuchtersleben, Eduard Bauernfeld, Franz Grillparzer, Caroline Pichler, die jüdische Romanschriftstellerin Regina Frohberg, Dorothea und Friedrich Schlegel, Helminas Gönnerin Cäcilie Freiin von Eskeles und ihre Tochter Gräfin Marianne von Wimpffen sowie Mitgliedern Familien Pereira und Ephraim.

### Studium
1829 bis 1831 studierte Wilhelm Jurisprudenz an der Universität München. Er lernte den wegen seiner Satiren gefürchteten jüdischen Feuilletonisten, Literatur- und Theaterkritiker Moritz Gottlieb Saphir (1795–1858) kennen, mit dem er sich jedoch bald wieder entzweite, machte Bekanntschaft mit den Verlegern Johann Friedrich Cotta und Gottlob Franckh aus Stuttgart und begann seine schriftstellerische Laufbahn mit Gedichten und Novellen, die in literarischen Zeitschriften, wie etwa der Flora oder der von Karl Spindler herausgegebenen Damenzeitung unter dem Pseudonym Julius Aquila oder Peter Heberle abgedruckt wurden. Chézy lernte Spindler 1829 durch den Verleger Franckh kennen. Sie freundeten sich an, arbeiteten zusammen, verfassten sogar gemeinsam Erzählungen und Romane, die sie unter dem Namen des berühmteren Kollegen veröffentlichten.
1830 bis 1832 übernahm Chézy für den Freund die Redaktion der Damenzeitung und arbeitete an seinen ersten historischen Romanen, Wanda Wielopolska oder das Recht der Gewaltigen (Stuttgart 1831) und Der fahrende Schüler (Zürich 1835). In diesen Romanen entwickelte er Grundzüge seiner Poetik des historischen Schreibens, wie er sich den Memoiren erinnert: „Der fahrende Schüler war in der Form etwas weniger ungefüge [als Wanda Wielopolska] und bedeutete darin einen Fortschritt, daß der Verfasser bereits den geschichtlichen Standpunkt gewonnen hatte; er ließ seine Gestalten nicht nach seinen persönlichen Ansichten und Empfindungen reden und handeln, sondern war redlich bemüht, sie zu schildern, wie er sich vorstellte, daß sie unmittelbar aus sich selber heraus gesprochen und gehandelt haben könnten. Der Grundsatz, das eigene Wesen aus dem Spiele zu lassen, wo es sich um die Darstellung von anderer Leute Thaten und Gesinnungen handelt, ist derjenige, welchen er seitdem stets befolgt hat.“ [Erinnerungen III, 91f.]
Als Spindler 1832 auf der Flucht vor der Cholera von München nach Baden-Baden zog, folgte ihm Chézy, wurde Mitglied der dortigen Lesegesellschaft (Spindler, Alois Schreiber, Eduard Duller u. a.). Im gleichen Jahr lernte er Ludwig Börne kennen, dessen gesammelte Werke er im Jahr zuvor rezensiert hatte.
1834 heiratete er Anna Essenwein, die Tochter des Baden-Badener Buchbinders und Verlegers Jakob Friedrich Essenwein und begann kurz darauf, Beiträge für das Stuttgarter Morgenblatt zu verfassen, ein Jahr später übernahm er die Badeberichte für die Allgemeine Zeitung. 1840 schrieb er einiges für Lewalds Europa und die Kölnische Zeitung.
1848 zog Chézy nach Freiburg im Breisgau, wo er von Juni bis Oktober die Redaktion der Süddeutschen Zeitung innehatte, wurde dann angeworben, die Rheinische Volkshalle in Köln zu gründen und die Redaktion zu übernehmen, was er auch von Oktober 1848 bis Oktober 1849 tat; zeitweilig schrieb er Beiträge für die Münchener Fliegenden Blätter. Nachdem er nur knapp dem Choleratod entronnen war, übernahm er ab September 1850 die Redaktion der Reichszeitung in Wien an.
Chézys Memoiren enden im Jahr 1850, über seine letzten fünfzehn Lebensjahre gibt es fast keine Informationen. Er starb am 14. März 1865 in Wien am Herzinfarkt.

### Journalistische Tätigkeit
- 1847 Redakteur der Süddeutschen Zeitung in Freiburg/Breisgau
- 1848 Redakteur der Deutschen Volkshalle in Köln
- 1850 schreibt für die Reichszeitung, die Presse und den Oesterreichischen Volksfreund in Wien
- seit 1847 Mitarbeit an der Münchener Satirezeitschrift Fliegende Blätter.

## Werke (Auswahl)

### Memoiren
- Erinnerungen aus meinem Leben. 4 Bde. Schaffhausen 1863–1864

### Theaterstücke
- Petrarca. Künstlerdrama. Baireuth: Grau, 1832
- Camoens. Trauerspiel. Baireuth: Grau, 1832
- Die edle Frau von Armagnac. Schauspiel in 4 Akten. Scotzniowsky, Baden 1840 (als Handschrift gedruckt)
- Maximilian der Erste, Churfürst von Bayern. Manuskript

### Erzählungen
- Das große Malefizbuch. 3 Theile. Rietsch, Landshut 1847
  - wieder (teilw.) in: Galgenvögel. Geschichten von Verbrechen und Verbrechern. Bayreuther Feldpostausgaben, Gauverlag Bayreuth, 1944[3]
- Veröffentlichungen in Lewalds Europa. Chronik der gebildeten Welt
  - Der nubische Reiter. I/1840
  - Ein moderner Liebeshandel. I/1841.
  - Des Mondes Wandel. I/1841.
  - Meine stille Liebe. Aus dem Tagebuch eines Jünglings. I/1841
  - Magdalena. II/1841. [Text zu einem Lied von Giacomo Meyerbeer, als Facsimile abgedruckt]

- Veröffentlichungen im Stuttgarter Morgenblatt (für gebildete Stände/Leser)
  - Des Verbrechers Hochzeitstag, Nr. 32/1838
  - Zum grünen Baum, Nr. 73/1838
  - Der Falschmünzer, Nr. 98/1838
  - Der neue Raleigh, Nr. 147/1838
  - Das Rosenmädchen von Mailand, Nr. 239/1838
  - Das Fest der Haifische, Nr. 278/1838
  - Der Friedensrichter zum schwarzen Bären, Nr. 39/1839
  - Des Zöllners Drangsale, Nr. 147/1839
  - Die schwarzen Fiedler, Nr. 302/1839
  - Aronches, Nr. 5/1840
  - Von einem armen Narren, Nr. 297/1840
  - Des Junkers Hemd/hand???, Nr. 310/1840
  - St. Martins Nachtwache, Nr. 19/1845
  - Badener Zustände, I/1846
  - Das Erbe des Stammguts. Novelle. 1846
  - Ein Dichterstücklein. I/1847
  - Der letzte Kavalier. II/1847
  - Der Schulmeister von Coeverden. II/1847
  - Neue Stücklein aus dem Salzburgerland 1847
  - Steirische Erinnerungen. I/1848
  - Der Sohn des Fuchsjägers. 1849
  - Erzählungen vom Gestade des Traunsees. I/1854
  - Eine Donaufahrt zur türkischen Grenze. II/1854 & II/1855.

- Veröffentlichungen in der Satirezeitschrift Fliegende Blätter
  - Ein Soldatenstücklein. Bd. 6, Nr. 134, 135. 1847 , 
  - Kalendergeschichten. Bd. 7, Nr. 150, 151. 1848 Zwei Feinde in einer Falle. Ein durstiger Bruder
  - Des Altgesellen Erinnerungen und Einfälle Bd. 10, Nr. 220, 221, 222, 223, 224 , , ,,

### Romane
- Wanda Wielopolska oder das Recht der Gewaltigen. Hallberger, Stuttgart 1831
- Der fahrende Schüler. Roman. Orell Füssli, Zürich 1835
- Die Martinsvögel. Bilder aus dem vierzehnten Jahrhundert mit Arabesken aus unserer Zeit. Creuzbauer, Karlsruhe 1837
- Der fromme Jude. Eine Familiengeschichte unserer Tage. 4 Theile. Franckh, Stuttgart 1845
- Das Ritterthum in Bild und Wort. Zur Belehrung und Unterhaltung für die Jugend beiderlei Geschlechts. Stuttgart 1848

### Sonstige Texte
- Rundgemälde von Baden-Baden. Marx, Karlsruhe 1835. 2. Aufl. Creuzbauer, Karlsruhe 1841
- Die sechs noblen Passionen. Festgeschenk für junge Cavaliere. Krabbe, Stuttgart 1842
- Der Ehrenherold. Stuttgart 1848

#### Gedichte
- Die weiße Frau. 1846

### Übersetzungen
- Die Brautfahrt nach dem Ideal. Komischer Roman nach dem Französischen des Achard. Wien 1855